# Мерень (комуна, Ковасна)
Мерень, Мерені (рум. Mereni) — комуна у повіті Ковасна в Румунії. До складу комуни входять такі села (дані про населення за 2002 рік):
- Лутоаса (462 особи)
- Мерень (948 осіб) — адміністративний центр комуни

Комуна розташована на відстані 182 км на північ від Бухареста, 42 км на північний схід від Сфинту-Георге, 67 км на північний схід від Брашова.

## Населення
У 2009 році у комуні проживали 1304 особи.

## Зовнішні посилання
- Дані про комуну Мерень на сайті Ghidul Primăriilor